# 近藤麻里子
近藤 麻里子（こんどう まりこ、1961年 - ）は、日本の翻訳家。専門は英米文学。
宮城県出身。東京外国語大学卒業。

## 翻訳
- 『死体つき会社案内』（サイモン・ブレット、ハヤカワ・ポケット・ミステリ、チャールズ・パリス・シリーズ） 1994
- 『伝説のグルーピー』（パメラ・デ・バレス、DAI－X出版） 1994
- 『ブルー・ムーン亭の秘密』（パトリシア・モイーズ、ハヤカワ・ポケット・ミステリ） 1994
- 『殺しの歌が聞こえる』（カーリーン・トンプスン、ハヤカワ・ポケット・ミステリ） 1995
- 『魔女の館』（シャーロット・アームストロング、トパーズプレス、シリーズ百年の物語6） 1996、のち東京創元社 2010
- 『わたしにもできる銀行強盗』（ジーン・リューリック、ハヤカワ・ミステリ文庫） 1997
- 『グッドホープ邸の殺人』（ブルース・アレグザンダー、ハヤカワ・ポケット・ミステリ） 1998
- 『わたしにもできる探偵稼業』（ジーン・リューリック、ハヤカワ・ミステリ文庫） 1999
- 『グラブ街の殺人』（ブルース・アレグザンダー、ハヤカワ・ポケット・ミステリ） 1999
- 『ミスターX』上・下（ピーター・ストラウブ、創元推理文庫） 2002
- 『天皇が神だったころ』（ジュリー・オーツカ、アーティストハウス） 2002
- 『ラスト・ダンス』（ダヴィダ・ウィルス・ハーウィン、アーティストハウスパブリッシャーズ） 2004
- 『15歳 あたしたち、最高の女の子』（コリーン・カラン、ソフトバンククリエイティブ） 2006
- 『ヘルファイア・クラブ』上・下（ピーター・ストラウブ、創元推理文庫） 2006
- 『あなたと出会った日から』（マリサ・デ・ロス・サントス、ソフトバンク文庫NV） 2008
- 『風船を売る男』（シャーロット・アームストロング、創元推理文庫） 2010
- 『骨董屋探偵の事件簿』（サックス・ローマー、創元推理文庫） 2013